# Dappula V
Dappula V (Kuda Dapula) fou rei d'Anuradhapura (Sri Lanka) del 940 al 952. Era germà de Dappula V al que va succeir. El seu germà ja l'havia nomenat sub-rei.
El rei de Pandya es va refugiar a Ceilan quan el seu país fou ocupat pels Cola; fou ben rebut pel rei i allotjat d'acord amb el seu rang reial. El rei va preparar un exèrcit per marxar contra els Cola, però quan les forces estaven a punt de marxar va esclatar la guerra civil a l'illa i l'expedició va haver de ser abandonada. El rei pandya veient que Ceilan no li oferia un lloc segur i encara menys un aliat per recuperar el seu tron, va abandonar l'illa i es va refugiar a la cort del rei de Kerala (Chera), però va deixar a Ceilan la seva corona i altres objectes de regalia en ordre segurament a no ser identificat en el seu viatge a Kerala.
Quan el conflicte civil fou arranjat i l'ordre restaurat a l'illa, Dappula va passar la resta del seu regnat dedicat a la religió, tasca en la que fou ajudat pel seu comandant en cap militar Rakkhaka Ilanga.
En el seu regnat va morir a l'illa el santó musulmà Imam Abu Abd Allah va donar a conèixer el camí des de l'Índia a la muntanya Serenedib i fins al dia d'avui els pelegrins musulmans arriben al Pic d'Adam.
A la seva mort el va succeir Udaya II, que ja era sub-rei, però no s'esmenta a les cròniques el parentiu amb el rei difunt.